# Henry Ford
Henry Ford (n. 30 iulie 1863 – d. 7 aprilie 1947) a fost fondator al industriei americane de automobile, a întemeiat Ford Motor Company (1903), autor al unui nou mod de organizare a producției industriale, cunoscut sub denumirea de fordism.

## Date biografice

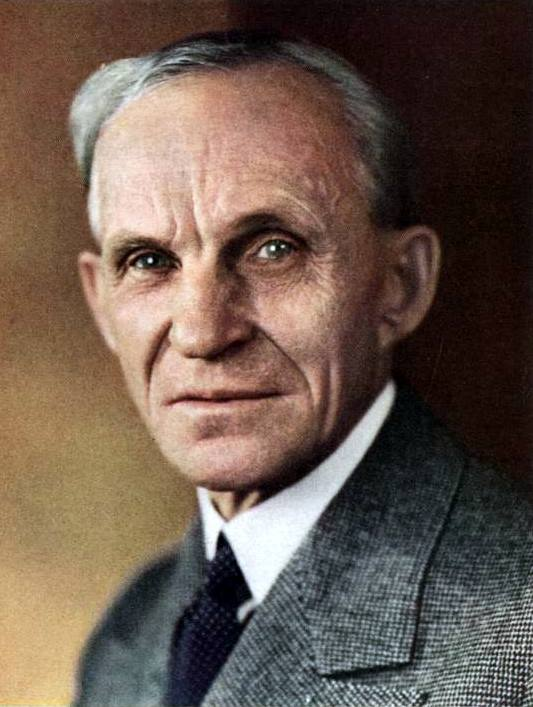
Coperta revistei Time prezentându-l pe Henry Ford ca omul anului

Henry Ford s-a născut în data de 30 iulie 1863, în districtul Wayne, Michigan. Fiul unor emigranți irlandezi, Mary și William Ford, care s-au stabilit la o fermă în Dearborn, își ajută tatăl cu gospodăria, și urma școala într-o clădire cu o singură clasă. Cu toate acestea, Ford nu a fost atras nici de școală, nici de viața de la fermă și, la vârsta de 16 ani, a plecat la Detroit pentru a-și găsi o slujbă.
S-a angajat ucenic la un atelier auto, unde a învățat totul despre motorul cu ardere internă. După câțiva ani în care a învățat această meserie, Ford s-a întors la fermă, la familia sa, și a lucrat part-time pentru Westinghouse Engine Company. Ford și-a deschis propriul atelier auto la ferma sa și a început să repare motoare și mașini. În această perioadă, Ford s-a îndrăgostit de Clara Bryant, cu care s-a căsătorit în 1888. 
Henry Ford, după câteva experimentări cu vehicule power-driven s-a dus în 1890 în Detroit și a lucrat ca mecanic și inginer la Edison Company. Ford continuă să lucreze în timpul său liber iar în 1896 avea să finalizeze primul său automobil. Renunțând la Edison Company în 1899 deschide Detroit Automobile Company.
Un dezacord cu asociații l-a lăsat pe Ford să organizeze în 1903 o companie Ford Motor Company în parteneriat cu Alexander Malcomson, James Couzens, și frații Dodge. În 1907 cumpără acțiunile asociaților săi, astfel ca familia Ford să rămână la conducerea companiei.
La deschiderea din 1903 a afacerii sale de la Detroit, tot ce-și dorea era să producă și să vândă mașini. Și timp de 19 ani a vândut numai un singur fel de mașină: cunoscutul Model T. Dar într-un număr impresionant: 15.500.000, jumătate din producția mondială. Linia sa de asamblare, de-a dreptul revoluționară, i-a permis să vândă mașinile la un preț la care putea să aibă acces o familie americană cu venituri medii. Celebrul constructor de automobile a reușit performanța de a dubla salariile muncitorilor simultan cu reducerea orelor de lucru. Ceea ce până atunci era doar o jucărie pentru capriciile celor bogați a devenit, grație lui Henry Ford, o necesitate a vieții cotidiene, fericind lumea cu autostrăzi, stații de benzină și ambuteiaje.
Prin diferite optimizări, în special la linia de asamblare, prin realizarea unor standarde pentru mașini, Ford a reușit să o ia înaintea celorlalți competitori cu o mașină ieftină, standardizată.

## Viața timpurie

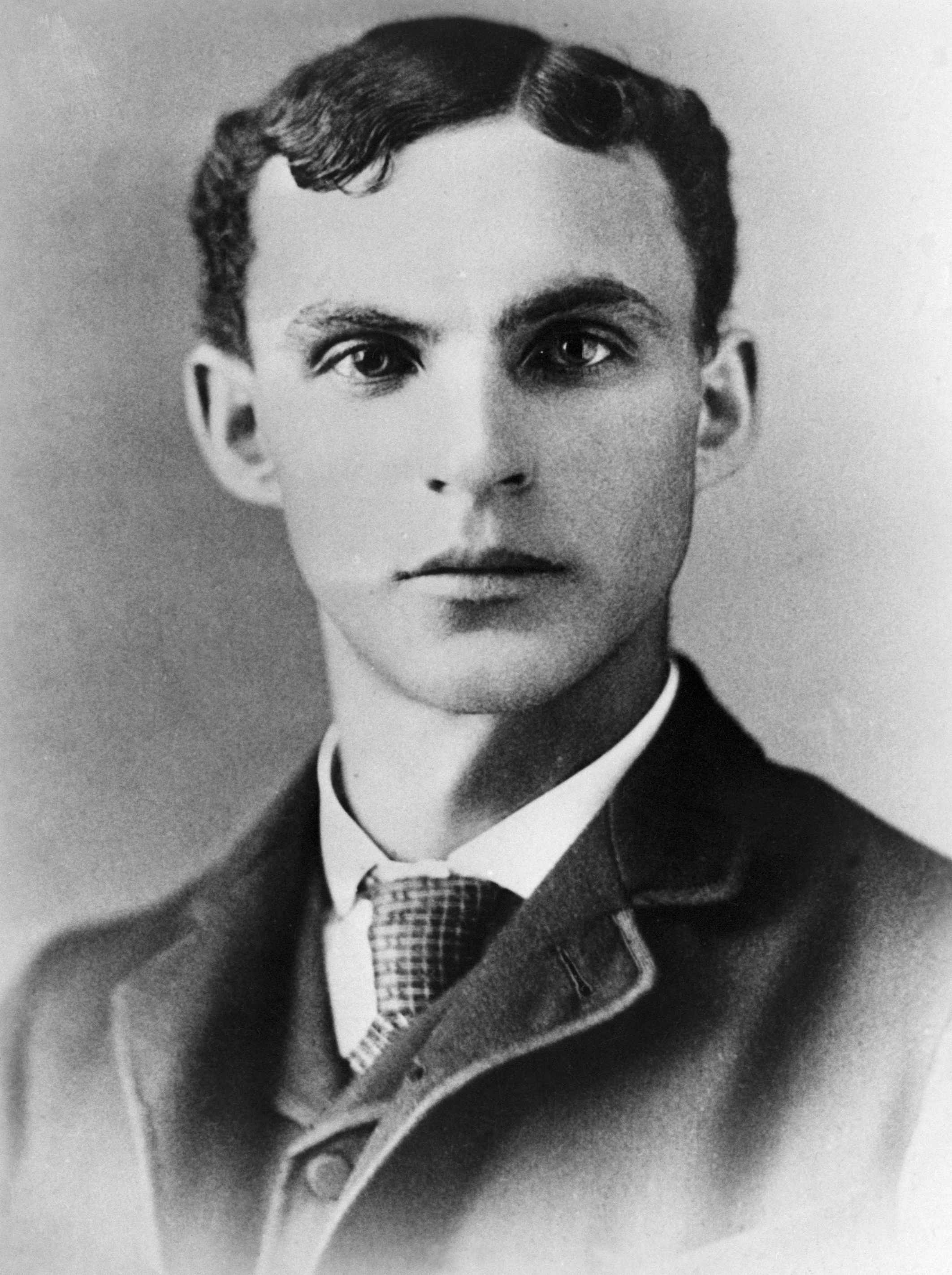
Ford în 1888

Henry Ford s-a nǎscut pe 30 iulie 1863, la o fermă din Greenfield Township, Michigan. Tatăl său, William Ford (1826-1905), s-a născut în County Cork, Irlanda, într-o familie care provenea  inițial din vestul Angliei, iar mama lui, Maria Litogot Ford (1839-1876), s-a născut în Michigan ca cel mai mic copil al imigranților belgieni; pǎrinții ei au murit când era copil și a fost adoptată de către vecinii ei, de O'Herns. Frații lui Henry Ford au fost Margaret Ford (1867-1938); Jane Ford (c. 1868-1945); William Ford (1871-1917) și Robert Ford (1873-1934).
Tatăl său i-a dat un ceas de buzunar la începutul adolescenței sale. La 15 ani, Ford a demontat și reasamblat   zeci de ceasuri ale unor   prieteni și vecini  , câștigând  reputația unui reparator de  ceasuri. La douăzeci de ani, Ford a mers patru mile la biserică în fiecare duminică   episcopală.
Ford a fost devastat când mama sa a murit în 1876. Tatăl său s-a așteptat să ia în cele din urmă  ferma familiei, dar el a disprețuit muncile agricole. El a scris mai târziu, "Nu am avut nici o dragoste specialǎ pentru ferma-a fost mama  pe care am iubit-o." În 1879, Ford a plecat de acasă pentru a lucra ca ucenic mașinist în orașul Detroit, în primul rând la  James F. flori & Bros, iar mai târziu cu Dry Dock Co din Detroit În 1882, s-a întors la Dearborn sǎ lucreze la ferma familiei , unde a devenit adept la operării motorului cu aburi portabil din  Westinghouse. Mai târziu,  a fost angajat de compania Westinghouse pentru a deservi motoarele cu aburi. În această perioadă, Ford a studiat la Goldsmith, Bryant & Stratton , colegiul  de afaceri din Detroit. Ford s-a  căsătorit cu  Clara Bryant Ala (1866-1950) în 1888 și l-a susținut  pe   el însuși de pe urma agriculturii. Ei au  avut un singur copil: Edsel Ford (1893-1943). În timpul său liber, Ford a lucrat la construirea unui motor pe benzină aprins de energie electrică. La 4 iunie 1896, Henry Ford, la vârsta de 32 de ani, a finalizat cu succes primul său transport fără cai, pe care l-a numit Quadriciclul.

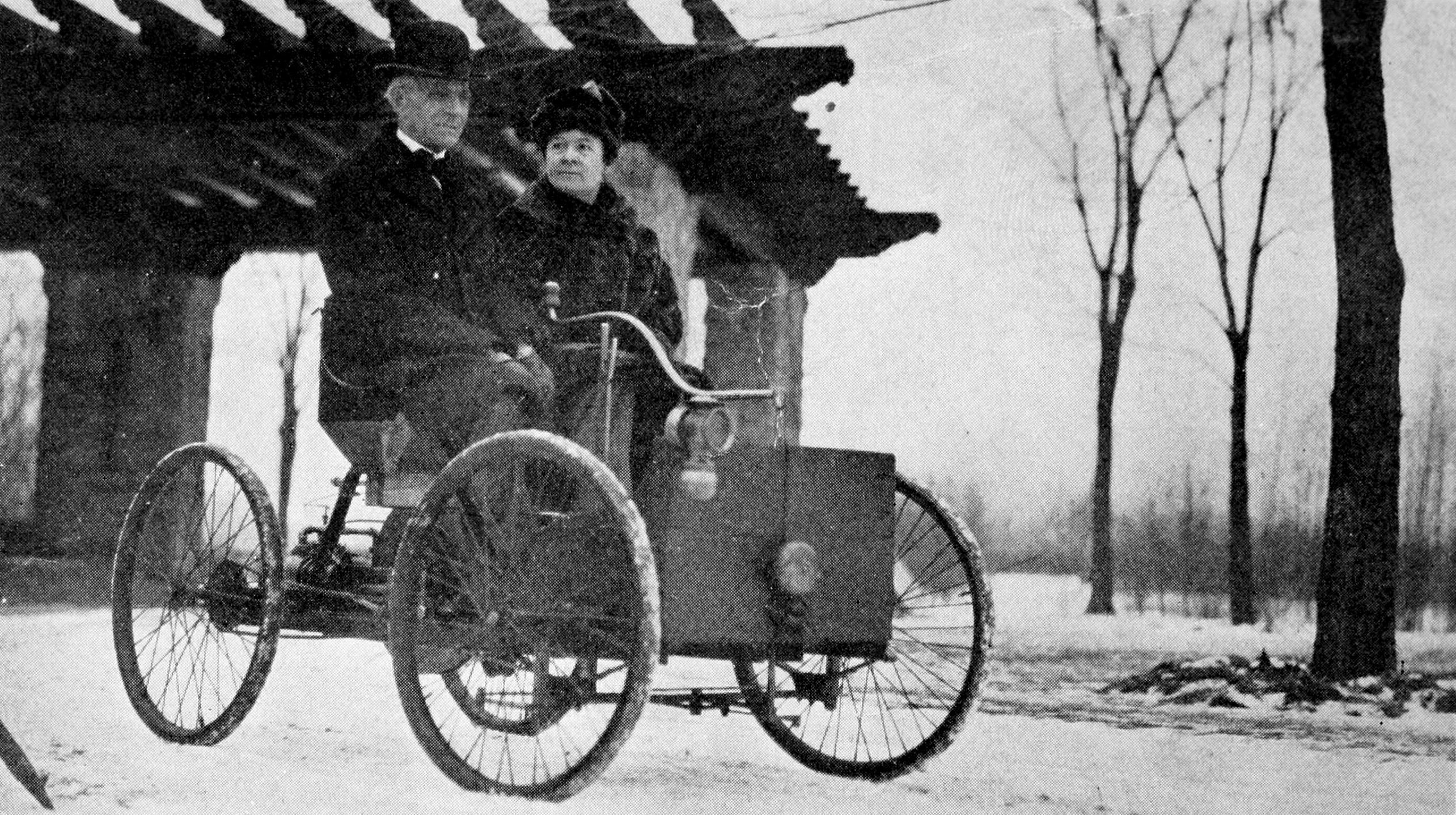
Domnul și Doamna Ford în primul automobil

## ÎnființareaFord Motor Company
După Quadriciclul inventat, Henry a început să lucreze pentru a face cât mai multe automobile de calitate  și pentru a le scoate  la vânzare. De două ori, Ford a atras investitorii pentru a stabili o companie  pentru automobilele producătorului, dar ambele companii,  Detroit Automobile Company și Henry Ford Corporation s-au destrămat după numai un an de existență. Crezând că publicitatea ar încuraja populația să cumpere, Henry a început să desfășoare primele curse de mașini.La pistele de curse, numele lui Henry Ford a devenit bine cunoscut. Cu toate acestea, persoanele din clasa medie care  nu aveau nevoie de o mașină de curse, au început să și le dorească. În timp ce Ford a lucrat la proiectarea unei noi mașini, investitorii au organizat o fabrică. Aceasta a fost a treia încercare de formare a unei companii pentru a fabrica automobile, Ford Motor Company, care a avut succes. La 15 iulie 1903, Ford Motor Company  a vândut prima sa mașină  lui Dr. E. Pfennig, un medic dentist, pentru $ 850. Ford a lucrat pentru a îmbunătăți în continuu  proiectarea   mașinilor și a creat în curând Modelele B, C și F.

## Modelul T

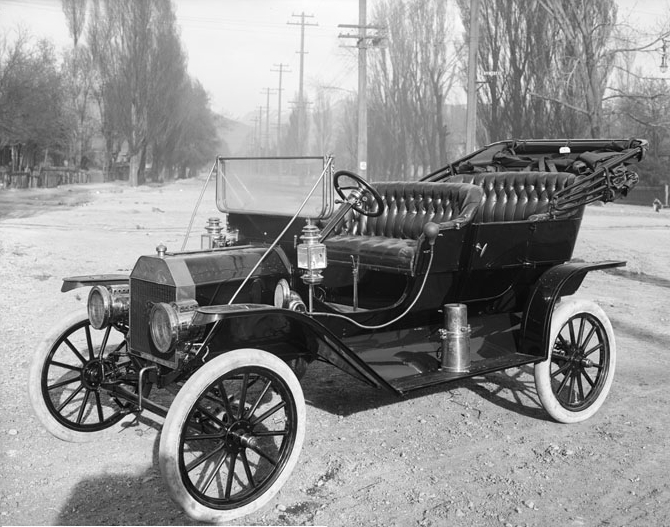
Modelul T

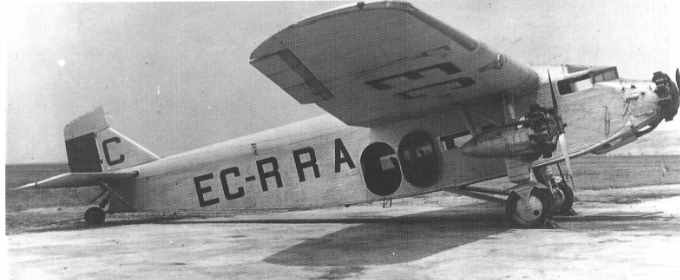
Avion Ford

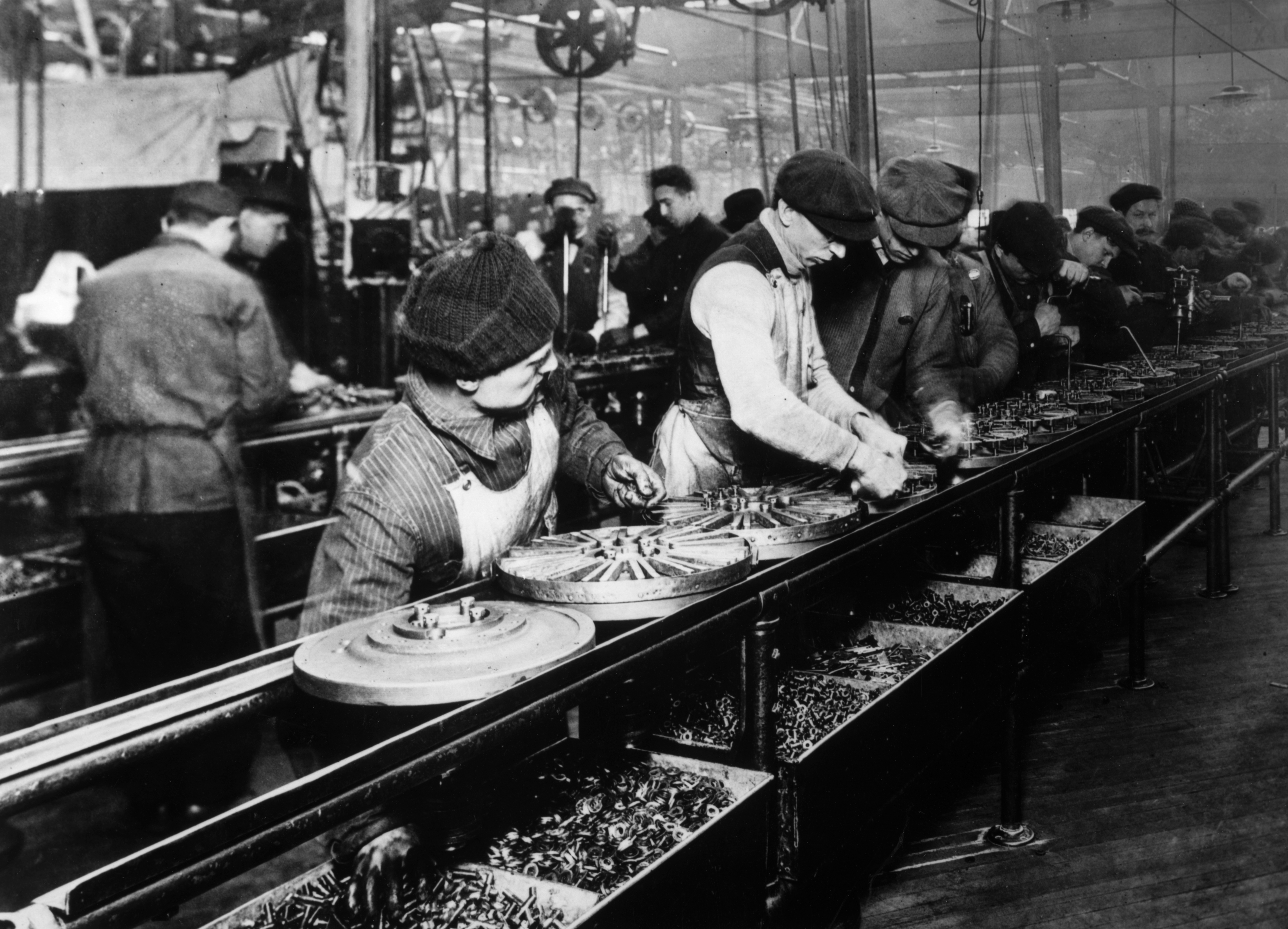
Ford assembly line - 1913

În 1908, Ford a proiectat Modelul T, special conceput pentru a face apel la mase. Era usor, rapid, si puternic. Henry a descoperit și folosit oțelul vanadiu în cadrul Modelului T, care a fost mult mai puternic  decât orice alt oțel disponibil  la momentul respectiv. De asemenea, toate modelele T au fost vopsite în negru, vopseaua usucându-se mai rapid. Deoarece Modelul T a devenit repede atât de popular încât a fost vandut mai repede decât  a putut   produce Ford, a început să caute modalități de a accelera procesul de fabricație. În 1913, Ford a adăugat o linie de asamblare cu motor în instalație. Centurile motorizate transportoare au fost întrebuințate lucrătorilor, care  adăugau acum fiecare o componentă a mașinii noi dintr-o mașină mai veche. Linia de asamblare motorizata  reducea semnificativ timpul și, astfel, costul de fabricație pentru fiecare mașină. Ford a trecut pe aceste economii pentru client. Deși Modelul T a fost vândut pentru suma de $ 850, în cele din urmă prețul a scăzut la sub $ 300. Ford a produs Model T din 1908 până în 1927, fabricând 15 milioane de mașini. Deși  modelul T l-au făcut pe Henry Ford bogat și faimos, el a continuat să susțină accesul la mașini pentru mase. În 1914, Ford a instituit  o creștere de salariu    pe zi de  5 $  pentru lucrătorii săi, care a fost aproape dublu față de   muncitorii  din alte  fabrici auto. Ford crede că, prin ridicarea plății muncitorilor, muncitorii ar fi mai fericiți (și mai rapizi și mai eficienți)  la locul de muncă, soțiile lor ar putea sta acasă să aibă grijă de familie, iar muncitorii au mai multe șanse să stea la Ford Motor Company (ceea ce duce la atragerea lucrătorilor și distrugerea competiției).

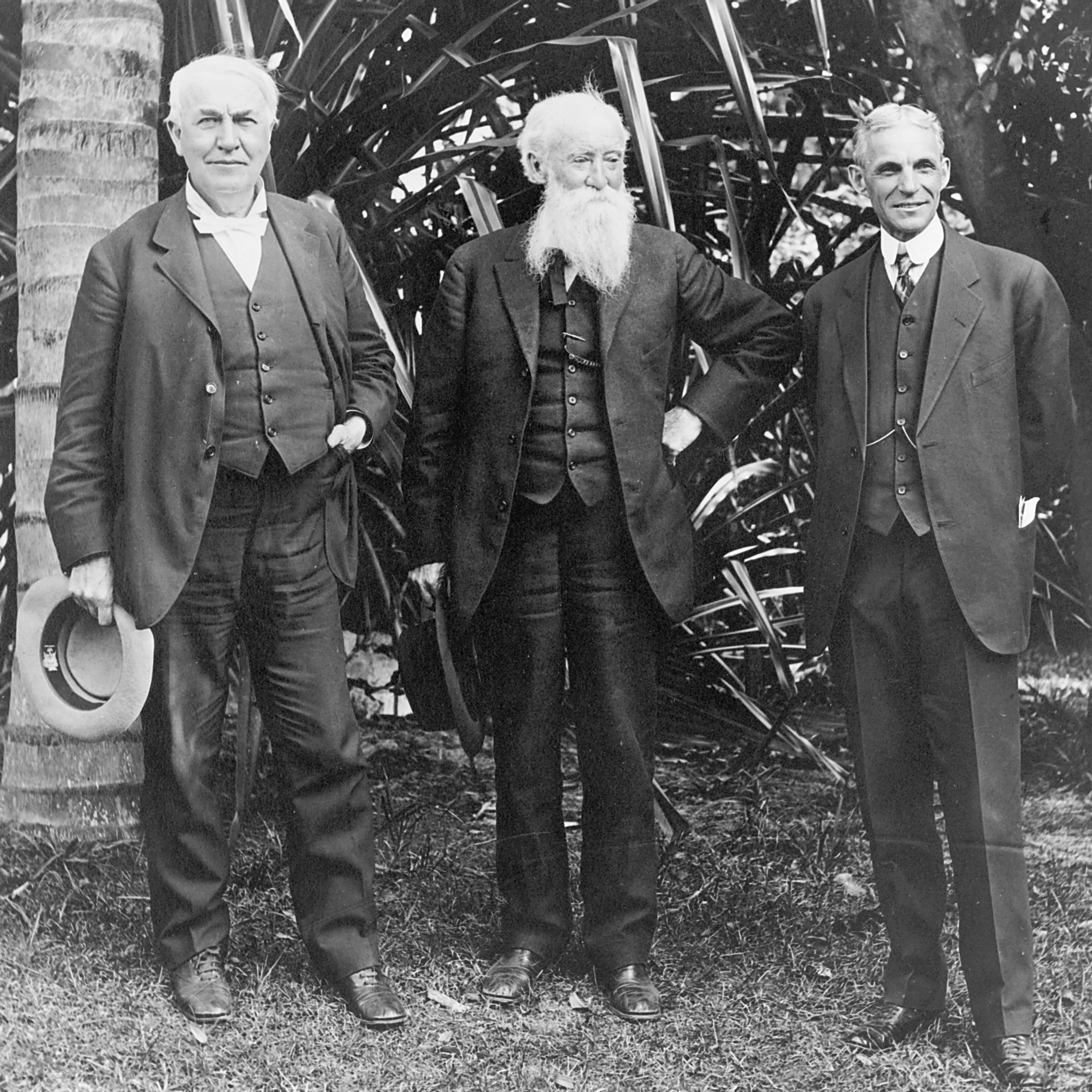
Edison, Burroughs si Ford

Ford a creat, de asemenea, un departament sociologic  în fabrică, care examina viețile lucrătorilor pentru bunăstare. Din moment ce el a crezut că știa ce era mai bine pentru muncitorii săi, Henry a fost împotriva sindicatelor.

## Antisemitism

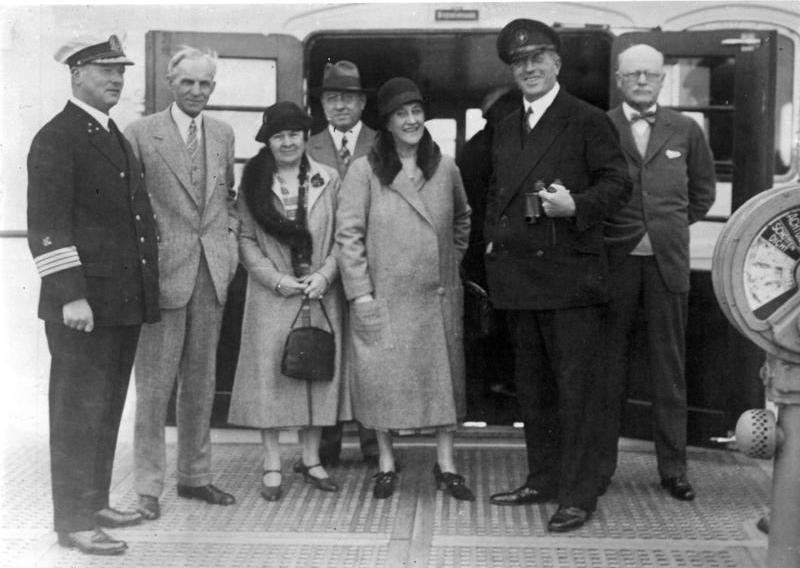
Henry Ford în Germania

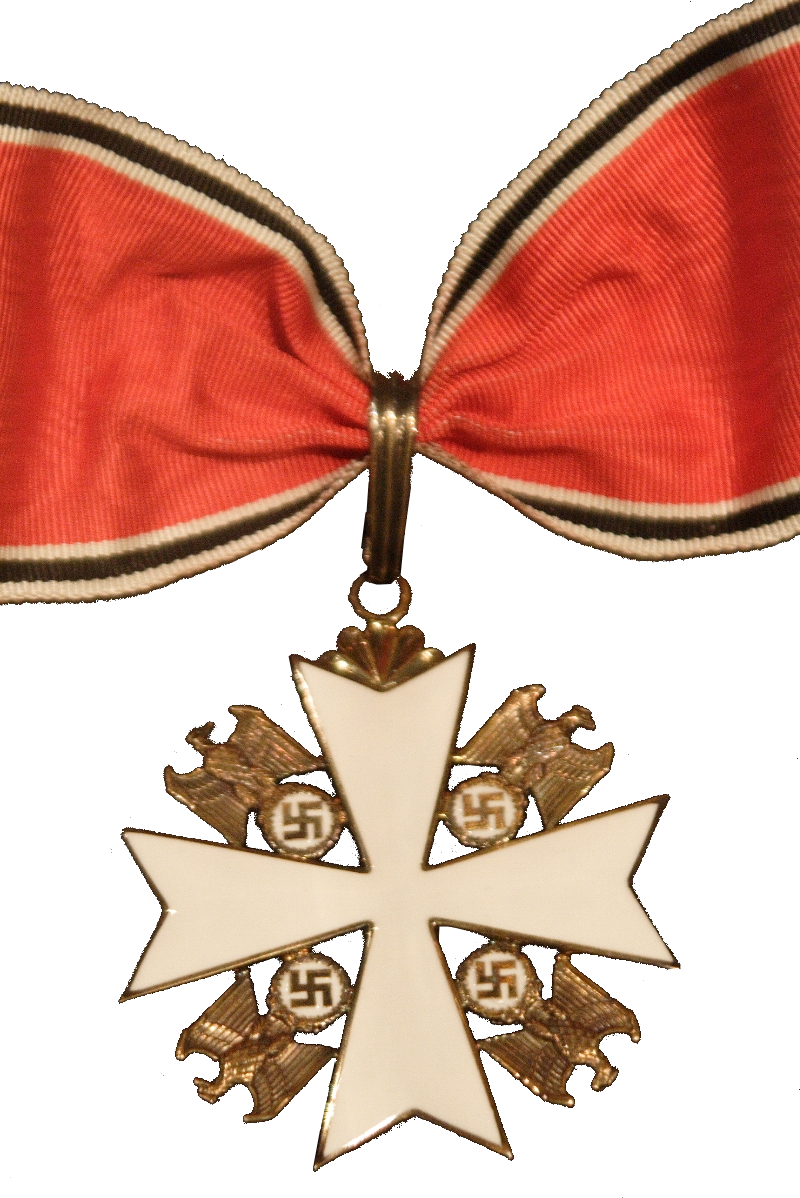
Crucea germana

Henry Ford a devenit un simbol al omului individualist, un industriaș care a continuat să aibă grijă de omul comun. Cu toate acestea, Henry Ford a fost, de asemenea, anti-semit. Din 1919 până în 1927, ziarul său, The Independent Dearborn, a publicat aproximativ o sută de articole antisemite, față de un pamflet anti-semit numit "Evreul Internațional". În 1938, Henry Ford a fost decorat de regimul german nazist cu Ordinul Vulturul German.

## Moartea lui Henry Ford

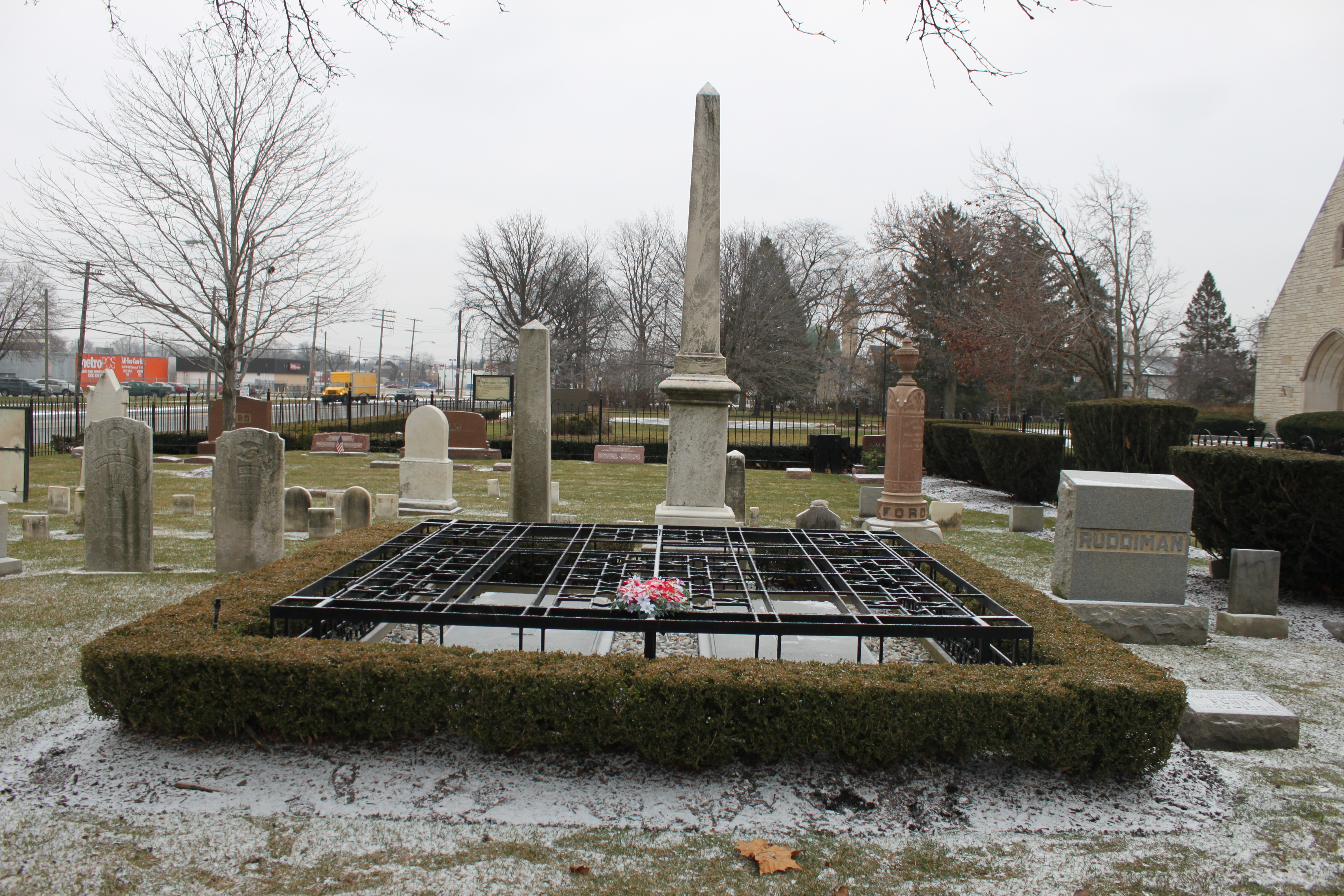
Mormantul lui Henry Ford din Ford Cemetery Detroit

Ford a deschis o companie de aeronave (Ford Airplane Company) care a susținut aviația americană pe timpul Primului Război Mondial. Aceasta s-a închis în timpul Marii Crize economice din cauza vânzărilor slabe.De zeci de ani, Henry Ford și singurul lui copil, Edsel, au lucrat împreună la Ford Motor Company. Cu toate acestea, fricțiunea dintre ei  a crescut în mod constant,în privința  diferențelor de opinie asupra modului  de conducere al Ford Motor Company . În final, Edsel a murit de cancer de stomac în 1943, la vârsta de 49 de ani. În 1938 și din nou în 1941, Henry Ford a suferit de accidente vasculare cerebrale. La 7 aprilie 1947, la patru ani după moartea lui Edsel, Henry Ford a murit la vârsta de 83 ani.

## Atitudine social-politică

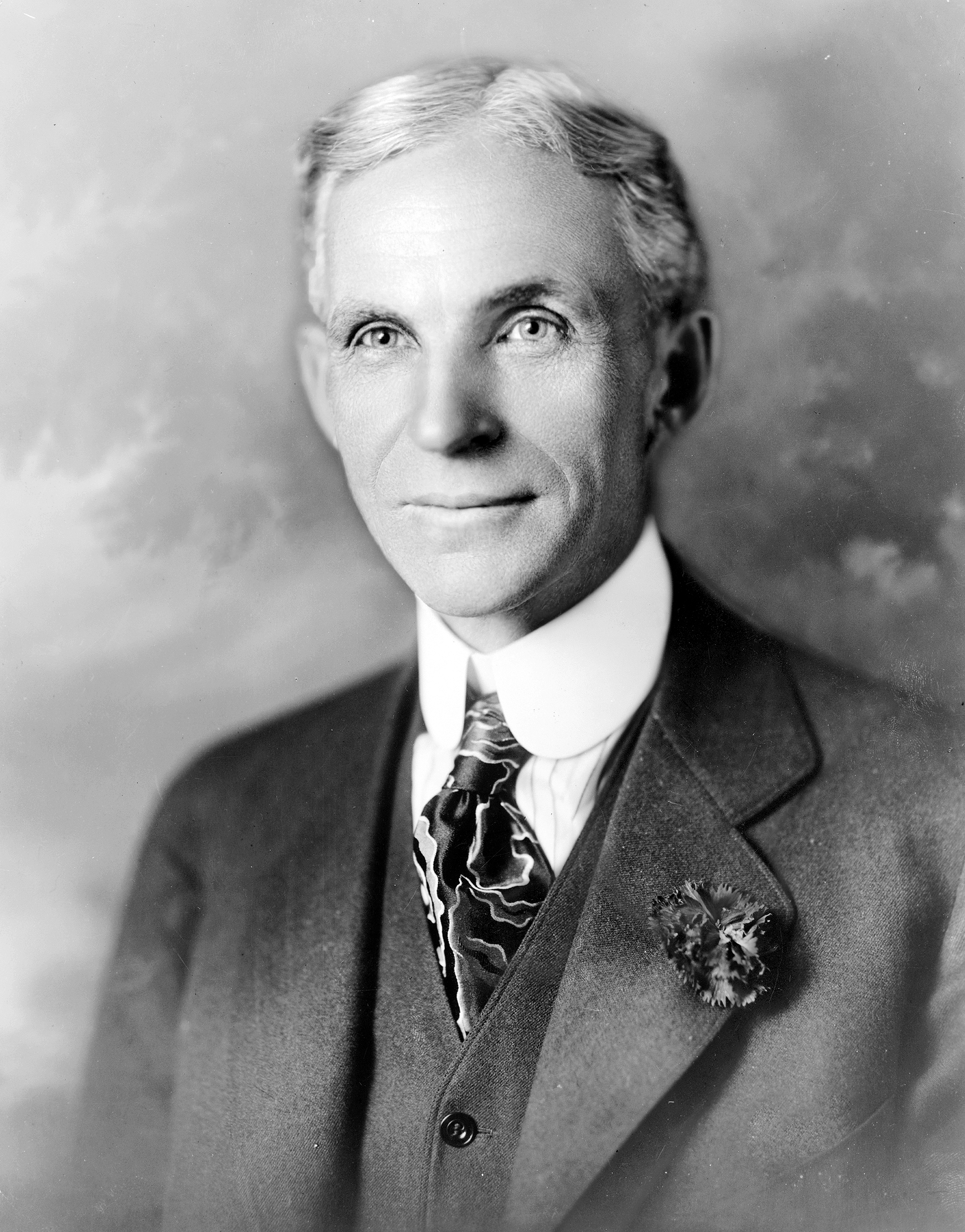
Henry ford în 1919

### Atitudine pacifistă
Ford nu este de acord cu războiul pe care îl consideră o adevărată risipă. 
În contextul în care Primul Război Mondial devine iminent, întreprinde o călătorie în Europa, împreună cu mai mulți activiști pentru pace, în scopul evitării izbucnirii acestei conflagrații.

### Filozofia vieții
Din gândirea lui Henry Ford:
- „Nicio sarcină nu este prea grea dacă o împarți în câteva sarcini mai mici.”
- „Nu banii îți aduc siguranța. Siguranța ți-o poate da doar un bagaj valoros de cunoștințe, experiență și abilități.”
- „Eșecul nu înseamnă decât oportunitatea de a începe din nou, de data asta mai inteligent.”